# 贾丝明·霍瑟姆
贾丝明·霍瑟姆（英語：Jazmin Hotham，2000年7月2日—），新西兰女子七人制橄榄球运动员。她曾代表新西兰国家队参加2022年英联邦运动会七人制橄榄球比赛，获得一枚铜牌。